# Gaziantep Basketbol
Le Gaziantep Basketbol est un club turc de basket-ball évoluant en deuxième division du Championnat de Turquie de basket-ball (Türkiye Basketbol Ligi). Le club est basé dans la ville de Gaziantep.

## Historique

Ancien logo (2012-2016)

## Bilan sportif

### Palmarès
- 3e place (médaille de bronze) au final four de l'EuroChallenge 2013-2014

### Bilan saison par saison
| Saison              | Championnat national | Championnat national | Championnat national | Championnat national | Championnat national | Championnat national | Championnat national | Championnat national | Championnat national | Coupe de Turquie | Coupe du Président | Compétitions européennes | Compétitions européennes | Compétitions européennes |
| Saison              | Niveau               | Division             | Classement           | Pts                  | MJ                   | V                    | D                    | %V                   | Playoffs             | Coupe de Turquie | Coupe du Président | Niveau                   | Compétition              | Résultat                 |
| ------------------- | -------------------- | -------------------- | -------------------- | -------------------- | -------------------- | -------------------- | -------------------- | -------------------- | -------------------- | ---------------- | ------------------ | ------------------------ | ------------------------ | ------------------------ |
| Gaziantep BŞB       |                      |                      |                      |                      |                      |                      |                      |                      |                      |                  |                    |                          |                          |                          |
| 2007-2008           |                      |                      |                      |                      |                      |                      |                      |                      |                      | -                | -                  | -                        | -                        | -                        |
| 2008-2009           |                      |                      |                      |                      |                      |                      |                      |                      |                      | -                | -                  | -                        | -                        | -                        |
| 2009-2010           | 3                    | EBBL                 |                      |                      |                      |                      |                      |                      |                      | -                | -                  | -                        | -                        | -                        |
| 2010-2011           | 2                    | TB2L                 | 4e/12 (groupe B)     | 36                   | 22                   | 14                   | 8                    | .636                 | ?                    | -                | -                  | -                        | -                        | -                        |
| 2011-2012           | 2                    | TB2L                 | 5e/20                | ?                    | ?                    | ?                    | ?                    | ?                    | ?                    | -                | -                  | -                        | -                        | -                        |
| 2012-2013           | 1                    | TBL                  | 9e/16                | 42                   | 30                   | 12                   | 18                   | .666                 | -                    | Groupes          | -                  | -                        | -                        | -                        |
| Gaziantep Basketbol |                      |                      |                      |                      |                      |                      |                      |                      |                      |                  |                    |                          |                          |                          |
| 2013-2014           | 1                    | TBL                  | 10e/16               | 43                   | 30                   | 13                   | 17                   | .747                 | -                    | Groupes          | -                  | 3                        | EuroChallenge            | 1/2 finales              |
| 2014-2015           | 1                    | TBL                  | 10e/16               | 44                   | 30                   | 14                   | 16                   | .466                 | -                    | 1/4 de finale    | -                  | -                        | -                        | -                        |
| 2015-2016           | 1                    | Süper Ligi           | 8e/16                | 45                   | 30                   | 15                   | 15                   | .500                 | 1/4 de finale        | -                | -                  | 3                        | FIBA Europe Cup          | 1/8e de finale           |
| 2016-2017           | 1                    | Süper Ligi           | 7e/16                | 46                   | 30                   | 16                   | 14                   | .533                 | 1/4 de finale        | -                | -                  | 4                        | FIBA Europe Cup          | 1/8e de finale           |
| 2017-2018           | 1                    | Süper Ligi           | 14/16e               | 40                   | 30                   | 10                   | 20                   | .333                 | -                    | -                | -                  | 3                        | Ligue des champions      | Saison régulière         |
| 2018-2019           | 1                    | Süper Ligi           | 5e/15                | 45                   | 28                   | 17                   | 11                   | .607                 | 1/4 de finale        | 1/4 de finale    | -                  | -                        | -                        | -                        |
| 2019-2020           | 1                    | Süper Ligi           | 11e/16               | 32                   | 23                   | 9                    | 14                   | .391                 | -                    | -                | -                  | 3                        | Ligue des champions      | Saison régulière         |
| 2020-2021           | 1                    | Süper Ligi           | En cours             |                      |                      |                      |                      |                      |                      | -                | -                  | -                        |                          |                          |

## Joueurs et personnalités du club

### Entraîneurs
- 2013 :  Adis Bećiragić
- 2013-2015 :  Jurij Zdovc
- 2015-2017 :  Stefanos Dedas
- 2017-2021 :  Nenad Marković
- 2021- :  Tutku Açık

### Joueurs emblématiques
- Serkan Erdoğan
- Barış Ermiş
- Jaka Lakovič
- Domen Lorbek
- Dejan Borovnjak
- Tomislav Ružić
- Joey Dorsey
- Dylan Page
- Cory Higgins
- Terrico White
- Mikko Koivisto